# Chaetacis carimagua
Chaetacis carimagua är en spindelart som beskrevs av Levi 1985. Chaetacis carimagua ingår i släktet Chaetacis och familjen hjulspindlar. Inga underarter finns listade i Catalogue of Life.